# ヴァジリアントマト
ヴァジリアントマトは、日本のバンド。所属レーベルはコドモメンタルINC.。
横浜発!!メタリックタフネスコミックバンド。

## メンバー
- ワタル (Vo)
- ジョー・フロム・ヘル（Gt）
- ハルカ（Ba）
- 迅馬（Dr）